# Алексіс 133
Алексіс 133 (англ. Alexis 133) — індіанська резервація в Канаді, у провінції Альберта, у межах муніципального району Лак-Сент-Анн.

## Населення
За даними перепису 2016 року, індіанська резервація нараховувала 755 осіб, показавши скорочення на 7,6%, порівняно з 2011-м роком. Середня густина населення становила 13,2 осіб/км².
З офіційних мов обидвома одночасно володіли 5 жителів, тільки англійською — 750. Усього 255 осіб вважали рідною мовою не одну з офіційних, з них усі — одну з корінних мов
Працездатне населення становило 47,1% усього населення, рівень безробіття — 28,6%.
Середній дохід на особу становив $20 418 (медіана $17 472), при цьому для чоловіків — $17 598, а для жінок $23 635 (медіани — $10 528 та $19 566 відповідно).
17,3% мешканців мали закінчену шкільну освіту, не мали закінченої шкільної освіти — 54,8%, 28,8% мали післяшкільну освіту, з яких 6,7% мали диплом бакалавра, або вищий.
| Статево-вікова структура населення | Статево-вікова структура населення | Статево-вікова структура населення | Статево-вікова структура населення | Статево-вікова структура населення |
| ---------------------------------- | ---------------------------------- | ---------------------------------- | ---------------------------------- | ---------------------------------- |
|                                    |                                    |                                    |                                    |                                    |
| Всього                             | Всього                             | 54,6%45,4%                         |                                    |                                    |
| 0 — 14 років                       | 0 — 14 років                       |                                    | 30,9%                              | 30,9%                              |
| 15 — 64 років                      | 15 — 64 років                      |                                    | 62,5%                              | 62,5%                              |
| 65 і більше                        | 65 і більше                        |                                    | 6,6%                               | 6,6%                               |
| Середній вік (років)               | Середній вік (років)               | 28,530,8                           | 29,6                               | 29,6                               |
| Медіана (років)                    | Медіана (років)                    | 24,026,0                           | 24,8                               | 24,8                               |
| — чоловіки — жінки                 |                                    |                                    |                                    |                                    |

| Походження мешканців:     | Походження мешканців:     | Походження мешканців: | Походження мешканців: | Походження мешканців: |
| ------------------------- | ------------------------- | --------------------- | --------------------- | --------------------- |
| Походження                |                           |                       | осіб                  | %                     |
| Корінні американці        | Корінні американці        |                       | 745                   | 98.03%                |
| Інше північноамериканське | Інше північноамериканське |                       | 0                     | 0%                    |
| Європейське               | Європейське               |                       | 75                    | 9.87%                 |
| британське                | британське                |                       | 45                    | 5.92%                 |
| французьке                | французьке                |                       | 15                    | 1.97%                 |

## Клімат
Середня річна температура становить 2,5°C, середня максимальна – 20,7°C, а середня мінімальна – -19,5°C. Середня річна кількість опадів – 505 мм.
| Клімат поселення                              | Клімат поселення | Клімат поселення | Клімат поселення | Клімат поселення | Клімат поселення | Клімат поселення | Клімат поселення | Клімат поселення | Клімат поселення | Клімат поселення | Клімат поселення | Клімат поселення | Клімат поселення |
| Показник                                      | Січ.             | Лют.             | Бер.             | Квіт.            | Трав.            | Черв.            | Лип.             | Серп.            | Вер.             | Жовт.            | Лист.            | Груд.            |                  |
| Середній максимум, °C                         | −6,9             | −3,61            | 1,55             | 9,56             | 15,67            | 19,76            | 20,71            | 20,38            | 15,28            | 10,08            | 0,78             | −4,8             |                  |
| Середня температура, °C                       | −13,22           | −9,92            | −4,76            | 3,24             | 9,36             | 13,46            | 15,64            | 15,30            | 10,20            | 5,00             | −4,29            | −9,9             |                  |
| Середній мінімум, °C                          | −19,52           | −16,23           | −11,08           | −3,07            | 3,05             | 7,15             | 10,57            | 10,22            | 5,12             | −0,08            | −9,38            | −14,96           |                  |
| Норма опадів, мм                              | 26               | 17               | 18               | 28               | 52               | 88               | 96               | 69               | 44               | 25               | 22               | 20               |                  |
| Середньомісячна швидкість вітру, м/с          | 3.20             | 3.40             | 3.40             | 3.59             | 3.50             | 3.13             | 2.90             | 2.80             | 3.00             | 3.30             | 3.20             | 3.20             |                  |
| Середньомісячна сонячна радіація, кДж/м²·день | 3344             | 6875             | 12106            | 17055            | 20420            | 22030            | 22107            | 18498            | 12502            | 7358             | 3657             | 2437             |                  |
| --------------------------------------------- | ---------------- | ---------------- | ---------------- | ---------------- | ---------------- | ---------------- | ---------------- | ---------------- | ---------------- | ---------------- | ---------------- | ---------------- | ---------------- |
| Джерело:                                      |                  |                  |                  |                  |                  |                  |                  |                  |                  |                  |                  |                  |                  |